# Kampfar
I Kampfar sono una band black/viking metal norvegese, originari della città di Fredrikstad.
Le loro sonorità uniscono elementi di black metal e folk metal. I temi trattati dalla band sono quelli della mitologia nordica. Il nome Kampfar deriva da un antico grido di battaglia norvegese che significa Odino (o Wotan).

## Storia

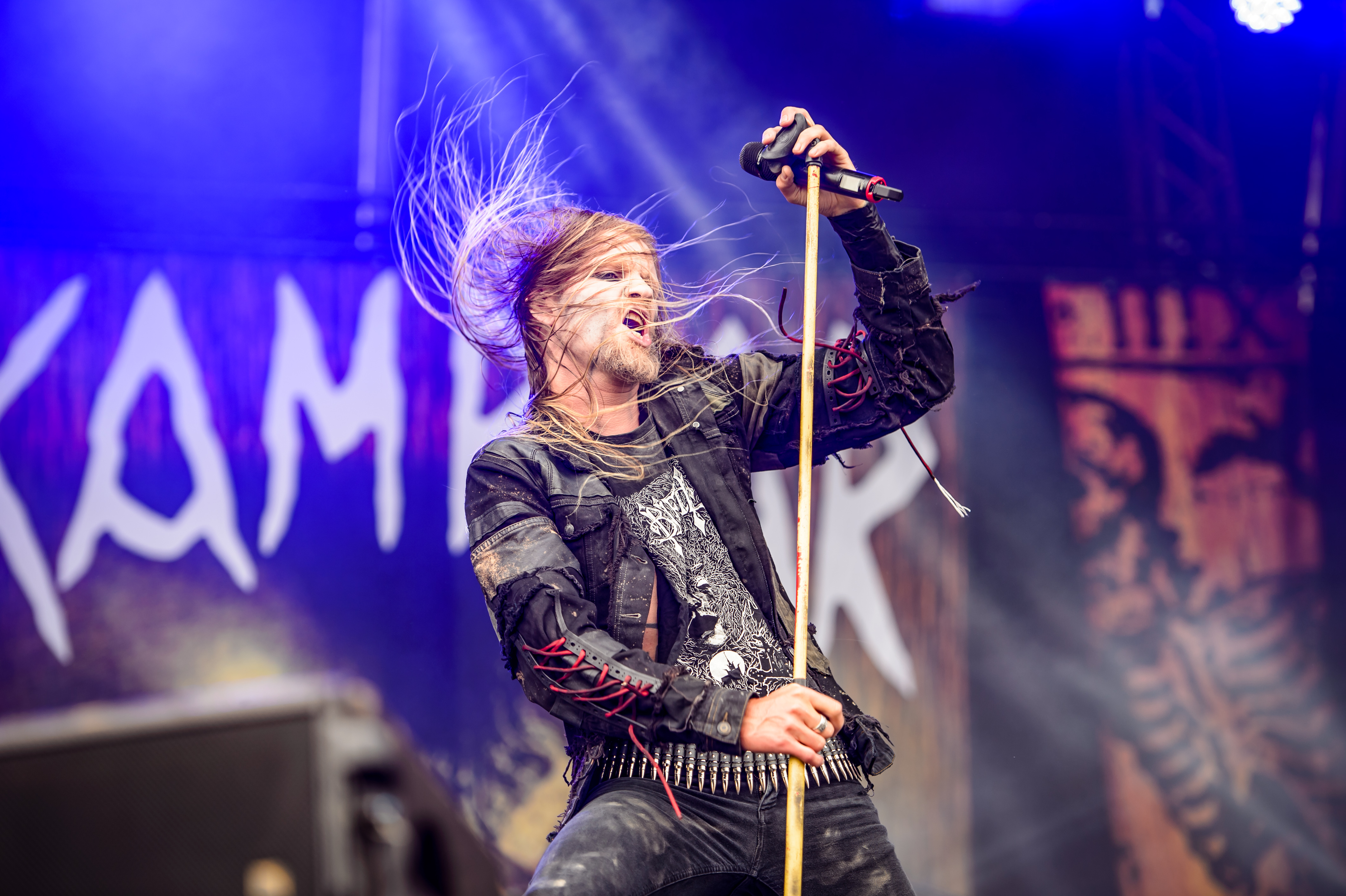
Dolk al Rockharz Open Air 2016

La band nasce nel 1994 quando il cantante, Dolk, per il desiderio di creare un nuovo gruppo, decide di abbandonare la band nella quale suona, i Mock. Nascono così i Kampfar: fin dall'inizio viene reclutato nei Kampfar Thomas come chitarrista e ben presto la coppia inizia a comporre nuovo materiale.

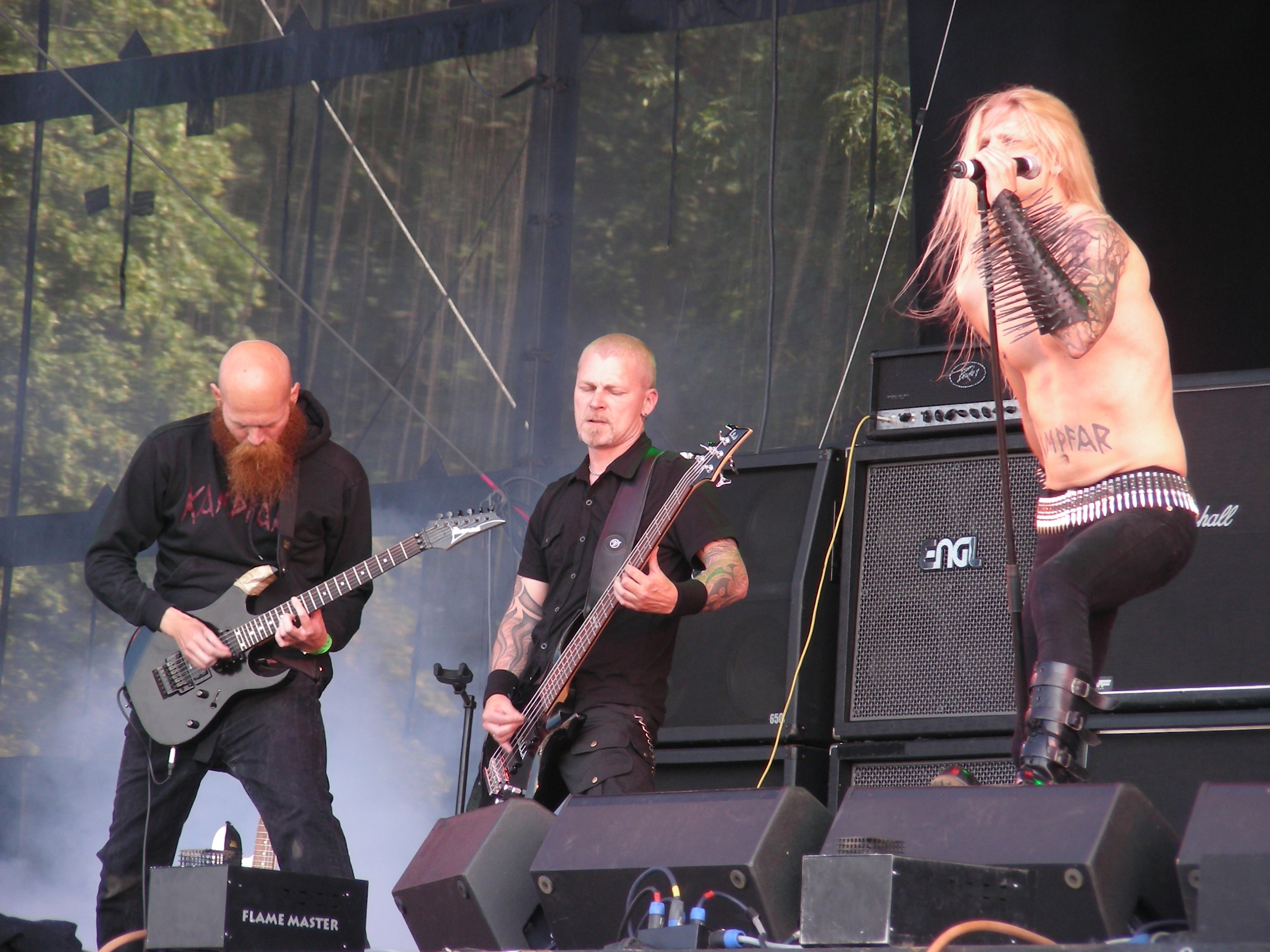
I Kampfar al Wacken Open Air 2010

I due musicisti, che venivano da contesti musicali diversi, ben presto si trovarono in sintonia e registrarono un demo ed un EP, "Kampfar". L'EP, che riprende il nome della band, fu seguito, nel 1997, dal primo full-length, Mellom Skogkledde Aaser, uscito sotto la Malicious Records. Anche se l'album si sviluppò pesantemente attorno alle influenze folk di Thomas, sono comunque presenti in maniera massiccia sonorità black metal, più influenzate invece da Dolk.
Negli anni seguenti la band, oltre che in norvegese, inizia a comporre testi anche in inglese: le prime canzoni scritte in lingua inglese sono presenti nell'album Norse, uscito nel 1998. L'anno seguente, nel 1999, i Kampfar pubblicarono, sotto la Hammerheart Records, il loro secondo full-length, intitolato Fra Underverdenen. Quest'ultimo album si caratterizza dai precedenti per un tipo di musica più "oscura" ed emozionale, causa di una concentrazione maggiore attorno alle idee musicali di Thomas. Il risultato, però, sarà ancora molto vicino a sonorità di stampo black metal.
Dopo l'uscita di Fra Underverdenen i Kampfar rischiarono di sciogliersi. Il 1999 fu infatti l'inizio di un lungo periodo di inattività a causa di problemi personali dei componenti del gruppo. Una volta risolti, però, i Kampfar ripresero vita: dopo l'arrivo del bassista Jon si unì al gruppo anche il batterista II13 (nell'estate del 2003) ed i Kampfar si concentrarono sulla scrittura di nuovo materiale accettando inoltre, per la prima volta, di suonare dal vivo. La band suonò infatti per la prima volta al festival Moshfest di Halden, città non lontana dalla loro Fredrikstad. Il successo riscontrato nello show li convinse a intraprendere un tour dapprima in Norvegia e successivamente un mini-tour in Germania, Belgio e Paesi Bassi.
Tra le esibizioni live e la composizione di nuove canzoni, nel 2005 vennero prodotti alcuni demo che in seguito (2006) diedero vita all'album Kvass, registrato agli Silvertone Studio di Gamle Fredrikstad sotto etichetta Napalm Records. Con il supporto del produttore Rune Jørgensen, la band registrò l'album in 3 mesi di tempo. Kvass riscontrò buon successo tra gli addetti ai lavori e la band venne invitata a suonare in numerosi festival, tra cui il Wacken Open Air e il With Full Force. Inoltre, un tour in Europa aiutò la band a raggiungere un nuovo livello di notorietà, incoraggiando i Kampfar a comporre rapidamente nuovo materiale per un nuovo album. Nel 2008 infatti esce un nuovo full-length, intitolato Heimgang. Anche quest'album viene registrato da Rune Joergensen ai Silvertone Studio. Liricamente quest'album tratta tematiche relative agli inferi, secondo miti e leggende nordiche.
Attraverso il loro sito ufficiale, la band annuncia nel settembre 2010 l'entrata agli Abyss Studio col produttore Peter Tägtgren per la registrazione di un nuovo album. Come annunciato il nuovo album, dal titolo Mare, esce la primavera del 2011. Nel 2014 esce poi Djevelmakt e l'anno successivo un ulteriore album: Profan. Si devono poi attendere 4 anni per la pubblicazione dell'ottavo full-length, intitolato Ofidians Manifest. Dopo altri quattro anni, nel 2023, esce il loro nono album, Til Klovers Takt.

## Formazione
- Dolk - voce (anche batteria nel periodo 1994-2003)
- Thomas - chitarra (anche basso nel periodo 1994-2003). Lascia i Kampfar nel dicembre 2010
- II13 - batteria, voce (2003-)
- Jon Bakker - basso (2003-)

Esibizioni live:
- Waltr Verschoor - chitarra
- Ole Hartvigsen - chitarra (2010-)

## Discografia
Album in studio
- 1997 - Mellom Skogkledde Aaser
- 1999 - Fra Underverdenen
- 2006 - Kvass
- 2008 - Heimgang
- 2011 - Mare
- 2014 - Djevelmakt
- 2015 - Profan
- 2019 - Ofidians Manifest
- 2023 - Til Klovers Takt

EP
- 1994 - Kampfar
- 1998 - Norse